# Nemoura elegantula
Nemoura elegantula är en bäcksländeart som beskrevs av Andrej Martynov 1928. 
Nemoura elegantula ingår i släktet Nemoura och familjen kryssbäcksländor. Inga underarter finns listade i Catalogue of Life.